# Donald Soper, Baron Soper
Donald Oliver Soper, Baron Soper (* 31. Januar 1903 in Wandsworth, London; † 22. Dezember 1998 in London) war ein Geistlicher der Methodist Church of Great Britain, der besonders durch seine jahrzehntelangen öffentlichen Predigten am Tower Hill sowie im Hyde Park bekannt wurde und 1965 als Life Peer aufgrund des Life Peerages Act 1958 Mitglied des House of Lords wurde.

## Leben

### Studium, Geistlicher und öffentliche Predigten
Soper begann nach dem Besuch der Aske’s School in Hatcham ein Studium der Theologie am St Catharine’s College der University of Cambridge, das er 1926 mit einem Bachelor of Arts (B.A.) abschloss. Im Anschluss war er zwischen 1926 und 1929 Pfarrer der South London Mission der Methodistischen Kirche und setzte daneben sein Studium am St Catharine’s College fort. Während dieser Zeit begann er auch mit dem Abhalten öffentlicher Predigten am Tower Hill in London, eine Tradition, die er 65 Jahre lang beibehielt. Nachdem er 1928 einen Master of Arts (M.A.) am St Catharine’s College erworben hatte, absolvierte er ein weiteres postgraduales Studium an der London School of Economics (LSE) und beendete dieses 1929 mit dem Erwerb eines Doctor of Philosophy (Ph.D.).
1929 übernahm Soper eine Stelle als Pfarrer in der Central London Mission, ehe er 1936 Pfarrer von Kingsway Hall wurde, der Hauptkirche der West London Mission. Diese Pfarrstelle bekleidete er über vierzig Jahre lang bis 1978. Bekannt wurde er in den folgenden Jahren insbesondere durch seine ebenfalls unter freiem Himmel seit 1942 über Jahrzehnte hinweg gehaltenen Predigten am Speakers’ Corner im Hyde Park, die er neben den Predigten am Tower Hill durchführte. Darin wandte er sich gegen Alkoholismus, Glücksspiel, Armut, Krieg, Apartheid und Kapitalismus. Andererseits setzte sich Soper, der Vater von vier Töchtern war, in seinen Predigten auch für kontrovers diskutierte Themen wie die Rechte von Homosexuellen sowie die Ordination von Frauen ein.
Während des Zweiten Weltkrieges wurde er stellvertretender Vorsitzender der Peace Pledge Union (PPU), die er bereits seit 1937 unterstützte. In dieser von dem Priester Dick Sheppard 1934 gegründeten Friedensbewegung engagierten sich auch andere bekannte Personen wie Bertrand Russell, Vera Brittain, George Lansbury, Aldous Huxley, Charles E. Raven, Siegfried Sassoon und George MacLeod.

### Oberhausmitglied und soziales Engagement
Durch ein Letters Patent vom 12. Mai 1965 wurde Soper, der 1953 zum Präsidenten der Methodistischen Konferenz gewählt wurde, aufgrund des Life Peerages Act 1958 als Life Peer mit dem Titel Baron Soper, of Kingsway in the London Borough of Camden, in den Adelsstand erhoben und gehörte damit dem House of Lords bis zu seinem Tod als Mitglied an. In den folgenden Jahren engagierte er sich unter anderem von 1974 bis 1978 als Vorsitzender von Shelter, eine Wohltätigkeitsorganisation zur Bekämpfung der Obdachlosigkeit. 1981 wurde Baron Soper vom Weltrat methodistischer Kirchen mit dem Methodistischen Friedenspreis geehrt.
1988 wurde ihm von der University of Cambridge ein Ehrendoktor der Theologie (Hon. Doctor of Divinity) verliehen. Darüber hinaus wurde er 1988 Präsident der The League Against Cruel Sports, die sich gegen die Durchführung brutaler und gefährlicher Sportarten einsetzte. Auch im hohen Alter beteiligte sich Baron Soper an Debatten in Fernsehsendungen wie zum Beispiel als 94-Jähriger als er Ladendiebstahl nicht unbedingt als falsch bezeichnete, weil „das kapitalistische System auf Diebstahl basiere“ (‚the capitalist system is based on stealing‘).
Baron Soper war ein Onkel des Tierfilmregisseurs Tony Soper.

## Veröffentlichungen
- Question time on Tower Hill, 1935
- The advocacy of the Gospel, 1961
- On to the second century, Mitautoren Sven Elmgren und Mark H. C. Hayler, 1968